# Stadion Miejski w Starachowicach
Stadion Miejski – wielofunkcyjny stadion w Starachowicach, w Polsce. Został wybudowany w latach 1956–1961. Może pomieścić 15 000 widzów. Na obiekcie swoje spotkania rozgrywają piłkarze klubu Star Starachowice. 15 lipca 2001 roku, przy okazji obchodów 75-lecia klubu Star Starachowice, na stadionie odbył się mecz o piłkarski Superpuchar Polski (Wisła Kraków – Polonia Warszawa 4:3).